# Enrique Olmos de Ita

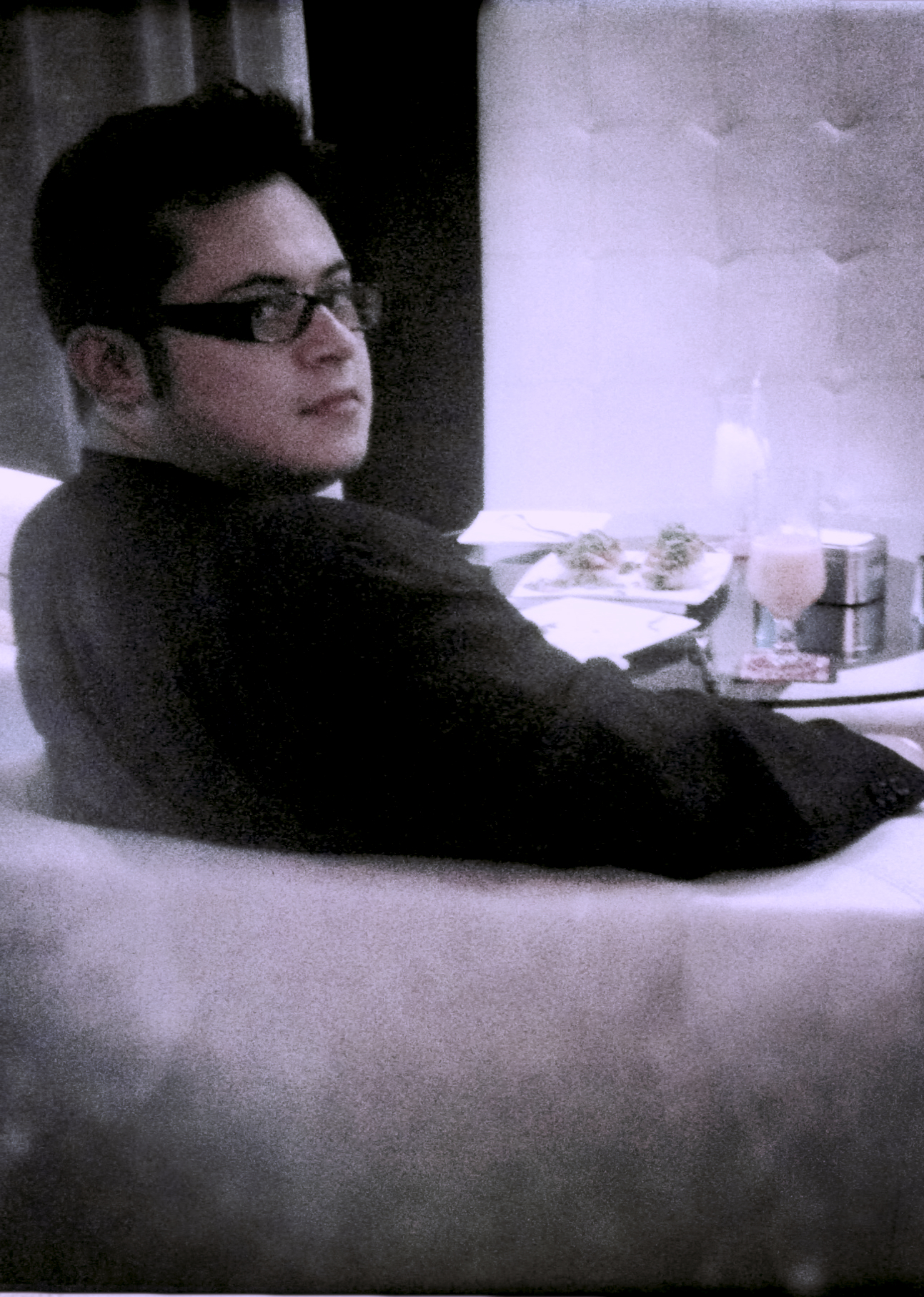

Enrique Olmos de Ita (nacido en Apan, Hidalgo, en 1984) es un dramaturgo, crítico de teatro, narrador mexicano y divulgador de la ciencia. Creador del concepto "Neurodrama", para definir la relación entre las artes escénicas y las neurociencias cognitivas. Premio Nacional de la Juventud en 2013. 

## Historia
Enrique Olmos de Ita fue colaborador del periódico Milenio diario como crítico de teatro. Ha colaborado en revistas como La Tempestad y El Comité 1973. Mantiene la columna Purodrama en la revista Replicante y en Escenario360. Estudió la licenciatura en Humanidades en la Universidad del Claustro de Sor Juana de Ciudad de México y en la Escuela Dinámica de Escritores de Mario Bellatín.
Se han llevado a escena casi una veintena de obras profesionales con sus textos teatrales, destacan Inmolación, No tocar, Hazme un hijo, La voz oval, Job, Un curso de milagros, Iman Hussein, Generación Nini  además de Top manta, Era el amor como un simio, Ateo dios y Badana en España. Ha publicado todas sus obras teatrales en antologías o volúmenes personales, llegando a una decena de libros. Su obras de teatro y cuentos se encuentran en editoriales especializadas como Paso de Gato, El Milagro, Tierra Adentro o en la editorial de la Universidad Nacional Autónoma de México, entre otras.
Ganó el XI Premio Internacional de Autor Domingo Pérez Minik en Tenerife, España (2008) por la obra Inmolación y ese mismo año fue galardonado con el Premio Nacional de Dramaturgia Manuel Herrera Castañeda (2008) en México por la obra Job. Ganó en 2011 el Premio Ricardo Garibay de cuento con el libro Bestia desollada y el Premio Marqués de Bradomín que otorga el gobierno de España por Era el amor como un simio. Además del Premio Internacional Sor Juana Inés de la Cruz por la obra Bacantes after party. Ha estrenado obras de teatro profesionalmente en México, España, Singapur, Costa Rica, Argentina y Quebec.
Recibió la beca FONCA Jóvenes Creadores 2005-2006 y 2011-2012 del gobierno mexicano, también fue becario de la Fundación Antonio Gala, España 2006-2007, del Consejo de las Artes y de las Letras de Quebec-FONCA 2007 y del Consejo Nacional para la Cultura y las Artes de Chile en 2010. También fue becario de Iberescena junto con el grupo costarricense Sotavento Teatro y su propia compañía en el año 2010.
En la entrega del Premio Estatal de la Juventud Hidalgo 2013, el dramaturgo solicitó al gobernador José Francisco Olvera Ruiz más apoyo para cultura y el arte en la entidad al mismo tiempo que demandó no privatizar el Teatro de la Ciudad San Francisco y otros espacios. El gobernador entró en un debate público con el joven creador. En el año 2013 le fue concedido por el gobierno mexicano el Premio Nacional de la Juventud por su trayectoria artística.